# Corredoiras (Arzúa)
Corredoiras (en gallego y oficialmente, As Corredoiras) es una aldea española situada en la parroquia de Pantiñobre, del municipio de Arzúa, en la provincia de La Coruña, Galicia.

## Demografía
| Gráfica de evolución demográfica de Corredoiras entre 2000 y 2018 |
|                                                                   |
| Datos según el nomenclátor publicado por el INE.                  |